# Марко Осоріо
Марко Осоріо (ісп. Marco Osorio; нар. 1 квітня 1972) — колишній мексиканський тенісист.
Найвищу одиночну позицію світового рейтингу — 268 місце досяг 13 квітня 1998, парну — 163 місце — 12 жовтня 1998 року.

## Титули на челленджерах

### Парний розряд: (2)
| Ранг | Рік  | Турнір                 | Покриття | Партнер           | Суперники                    | Рахунок  |
| ---- | ---- | ---------------------- | -------- | ----------------- | ---------------------------- | -------- |
| 1.   | 1997 | Кіто, Еквадор          | Ґрунт    | Бернардо Мартінес | Рамон Дельгадо Мартін Гарсія | 6–4, 6–4 |
| 2.   | 1999 | Пуебла (штат), Мексика | Тверде   | Оскар Ортіс       | Джефф Салзенстейн Джим Томас | 6–1, 6–3 |